# Estany Gran de Peguera
L'estany Gran de Peguera és un llac d'origen glacial situat a la vall de Peguera a 2.579 metres d'altitud. La seva superfície és de 2,57 hectàrees. És el punt de naixement del riu de Peguera. L'estany és alimentat per l'emissari procedent dels estanys Petits de Peguera.
L'estany forma part del Parc Nacional d'Aigüestortes i Estany de Sant Maurici i està situat en el terme municipal d'Espot, a la comarca del Pallars Sobirà. Pel vessant nord de l'estany hi transcorre el sender que comunica la propera collada del Monestero amb el refugi Josep Maria Blanc.